# Anita Harris

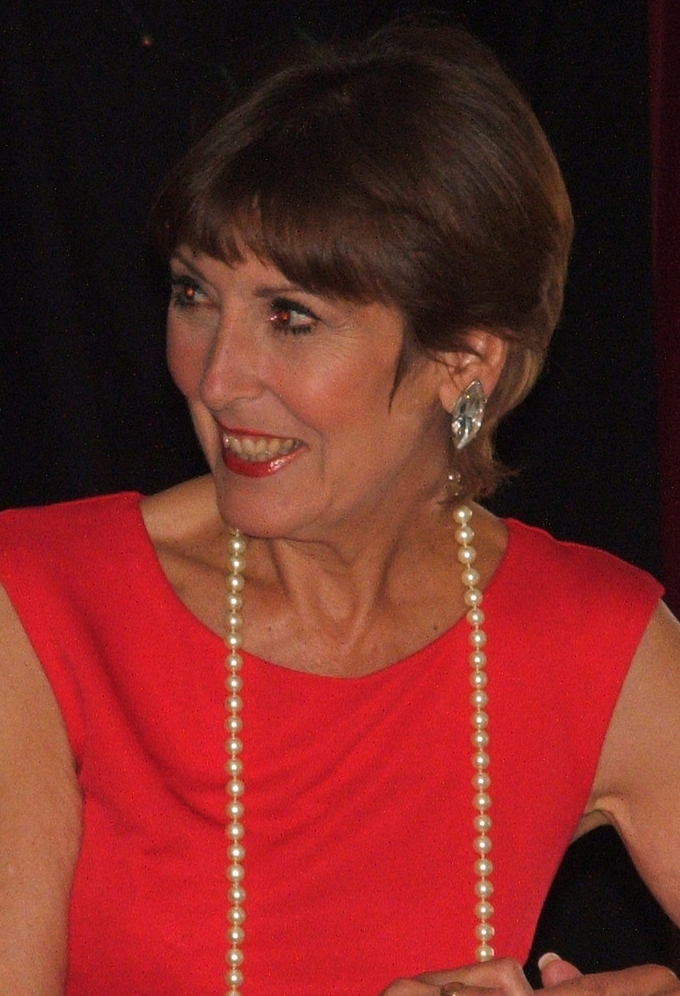
Anita Harris (2009)

Anita Madeleine Harris (* 3. Juni 1942 in Midsomer Norton) ist eine britische Schauspielerin, Musikerin und Tänzerin.

## Leben
Anita Harris begann ihre Karriere im Alter von 16 Jahren auf Schlittschuhen als Eiskunstläuferin in London, Neapel und Las Vegas. Ab 1961 arbeitete sie als Solistin beim Radio, Fernsehen und auf Kabarettbühnen. Sie sang mit verschiedenen Gruppen, wie den Grenadiers und drei Jahre mit den Cliff Adams Singers. Ebenfalls 1961 erschien bei Parlophone ihre erste Single I Haven't Got You, geschrieben von Lionel Bart. Es folgten vereinzelte Singles bei Vocalion und Decca, die alle kommerziell erfolglos waren.
Ab 1964 arbeitete Harris eng mit dem Komponisten und Produzenten Mike Margolis zusammen, der fortan ihre Platten produzierte und 1973 auch ihr Ehemann wurde. 1965 wechselte Harris zu Pye Records, wo sie eine Version von Trains and Boats and Planes von Burt Bacharach und Hal David als Single veröffentlichte. Ihre Aufnahme des ebenfalls von Bacharach und David stammenden Stücks London Life (1965) ist die einzige bekannte Version dieses Lieds. Im Januar 1965 nahm sie neben anderen britischen Sängerinnen wie Kiki Dee, Petula Clark und Dusty Springfield an der 15. Ausgabe des Sanremo-Festivals in Italien teil, wobei ihr Beitrag L’amore è partito nicht ins Finale kam. Die Single Something Must Be Done (1966) war kein großer Erfolg in den Charts, wurde aber ein Favorit unter Anhängern der Northern-Soul-Szene.
1966 wechselte Harris von Pye zu CBS, wo noch im selben Jahr ihr Debütalbum Somebody's in My Orchard erschien. Das Album, das von David Whitaker arrangiert wurde, wurde zum Music Critics’ Album of the Year 1966 ernannt. Ihre größten kommerziellen Erfolg feierte Anita Harris 1967 mit der Single Just Loving You, die ihr einen Millionenseller bescherte und zugleich ihr einziger UK Top 10 wurde. Harris war 1966 mit Trains and Boats and Planes in der gleichen Folge von Top of the Pops aufgetreten, in der Dusty Springfield ihren Nr.1-Hit You Don't Have to Say You Love Me sang. Springfield schlug Harris vor, einen Titel ihres Bruders, des Songwriters und Produzenten Tom Springfield aufzunehmen. Dieser gab Harris daraufhin Just Loving You. Die Single erschien im Juni 1967 und schaffte es bis auf Platz 6 der britischen Single-Charts. Harris nahm das Stück auch auf Italienisch mit dem Titel Ormai non t'aspettavo piú auf und veröffentlichte es in Italien als Single. Das zweite Studioalbum, ebenfalls Just Loving You betitelt, erschien noch im gleichen Jahr (1967). Im gleichen Jahr spielte sie in zwei Folgen der britischen Carry-On-Filmreihe mit.
1968 veröffentlichte sie eine Version von Dream a Little Dream of Me, einem Stück aus den 1930er Jahren, als Single und erreichte damit Platz 33 der britischen Charts, während die Version der amerikanischen Sängerin Cass Elliot zeitgleich bis auf Platz 11 stieg. 1969 erschien das dritte Studioalbum Cuddly Toy, gefolgt 1970 von Anita Harris Sings Songs From the Thames Television Series Anita in Jumbleland, einem Album, das begleitend zur kurzlebigen Kinderserie Jumbleland (1970–1971) erschien, in der Harris die Hauptrolle spielte, am Drehbuch mitschrieb und die sie co-produzierte.
Anfang der 1970er Jahre war Harris permanente Studiosängerin in David Nixons Varieté-TV-Show David Nixon's Magic Box sowie mehrmals Gast in Shows wie The Morecambe & Wise Show und Bruce Forsyth. Dazu kamen mehrere Auftritte bei der Royal Variety Performance sowie im renommierten Londoner Nachtclub The Talk of the Town. In den 1980ern trat sie für zwei Jahre in Andrew Lloyd Webbers Musical Cats auf und veröffentlichte Fizzical!, eine Mischung aus Fitnessvideo und Kochbuch.
In einem Interview mit dem Daily Telegraph im Jahr 2009 berichtete Harris, dass sie und ihr Ehemann, der Fernseh-Regisseur Mike Margolis, durch den Zusammenbruch einer Schweizer Bank im Jahr 1985 nahezu ihr gesamtes Vermögen verloren haben. Nunmehr mussten sie auch noch ihr Londoner Haus verkaufen und hätten ca. 15.000 Pfund Schulden.
Nach einer längeren Pause nahm Harris im Jahr 1996 das Album Everyday Valentine auf.

## Diskografie

### Alben
| Jahr | Titel           | Höchstplatzierung, Gesamtwochen, AuszeichnungChartsChartplatzierungen (Jahr, Titel, Platzierungen, Wochen, Auszeichnungen, Anmerkungen) | Anmerkungen |
| Jahr | Titel           | UK | Anmerkungen |
| ---- | --------------- | --- | ----------- |
| 1967 | Just Loving You | UK29 (5 Wo.)UK |             |

Weitere Alben
- 1966: Somebody’s in My Orchard
- 1969: Cuddly Toy
- 1970: Anita in Jumbleland
- 1974: Anita is Peter
- 1976: Love To Sing
- 2003: The Essential (Kompilations)

### Singles
| Jahr | Titel Album                           | Höchstplatzierung, Gesamtwochen, AuszeichnungChartsChartplatzierungen (Jahr, Titel, Album, Platzierungen, Wochen, Auszeichnungen, Anmerkungen) | Anmerkungen |
| Jahr | Titel Album                           | UK | Anmerkungen |
| ---- | ------------------------------------- | --- | ----------- |
| 1967 | Just Loving You                       | UK6 (30 Wo.)UK |             |
| 1967 | The Playground Just Loving You        | UK46 (3 Wo.)UK |             |
| 1968 | The Anniversary Waltz Just Loving You | UK21 (9 Wo.)UK |             |
| 1968 | Dream a Little Dream of Me            | UK33 (8 Wo.)UK |             |

Weitere Singles
- 1965: I Don’t Know Anymore
- 1965: Trains and Boats and Planes
- 1968: We’re All Going On A Tuppeny Bus Ride

## Filmografie (Auswahl)
- 1967: Ist ja irre – In der Wüste fließt kein Wasser (Follow That Camel)
- 1967: Das total verrückte Krankenhaus (Carry On Doctor)
- 2019: Inspector Barnaby (Midsomer Murders) Fernsehserie, Staffel 20, Folge 1: Mord nach altem Rezept (The Ghost Of Causton Abbey)